# 144 Pułk Piechoty (1939)

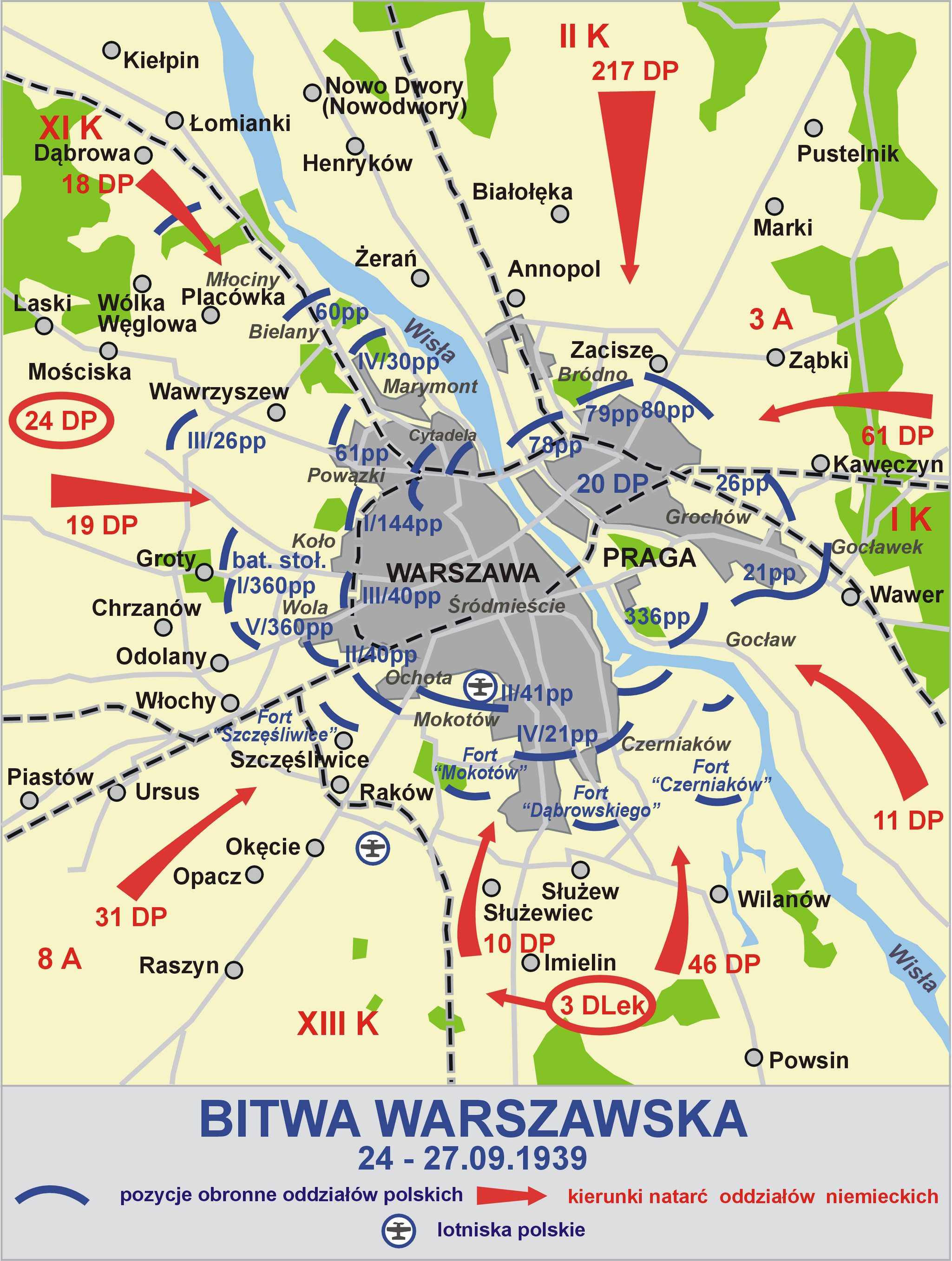

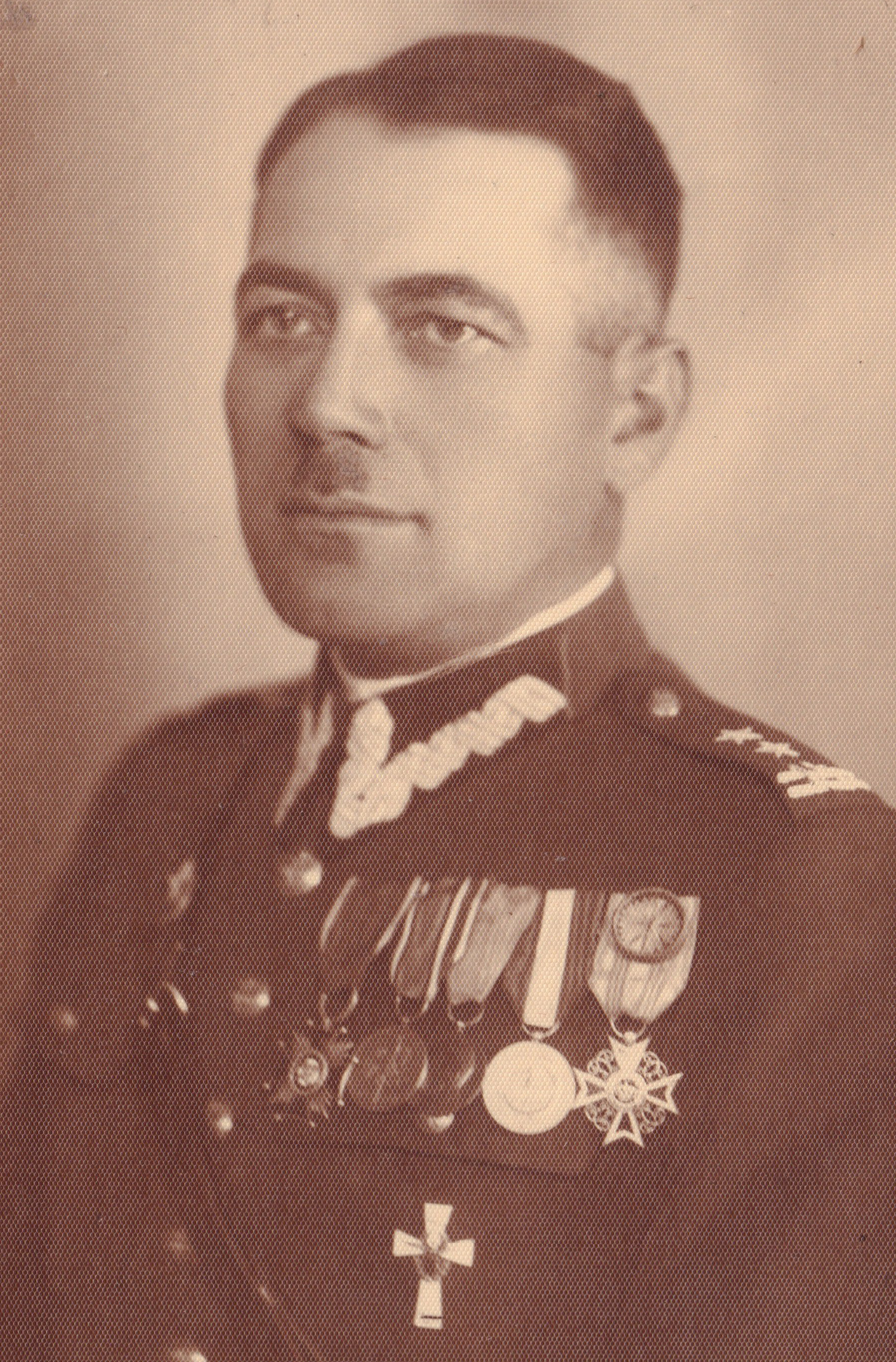
Dowódca 144 pprez. - ppłk Władysław Dzióbek.

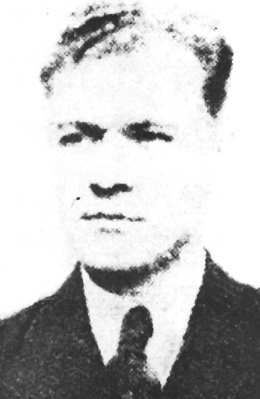
Jan Serafin - we wrześniu 1939 r. w randze podporucznika walczył w szeregach 144 pp rez. Przedostał się na Zachód. Kapitan dypl. cc. - poległ śmiercią spadochroniarza w dniu 20 maja 1944 r. w okupowanej Polsce.

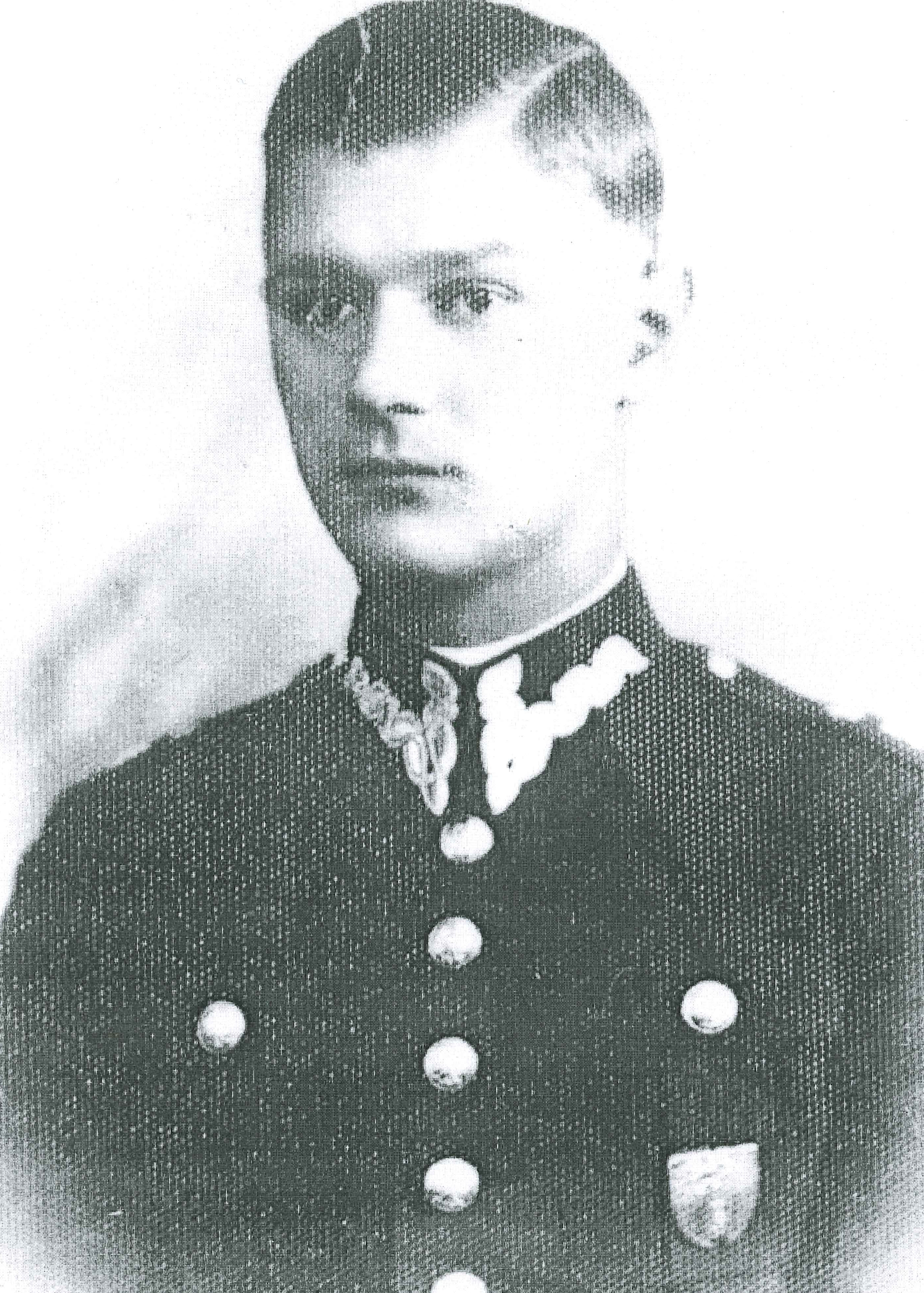
Porucznik Jan Przedlacki - oficer 14 pułku piechoty, we wrześniu 1939 r. dowódca 3 kompanii ckm w 144 pp rez.

144 Pułk Piechoty (144 pp) – rezerwowy oddział piechoty Wojska Polskiego II RP.
Pułk ten nie występował w organizacji pokojowej wojska. Dowództwo pułku, pododdziały specjalne i I batalion zostały sformowane w Kutnie przez 37 Łęczycki pułk piechoty. Zgodnie z planem mobilizacyjnym II i III bataliony 144 pp rez. mobilizowane były we Włocławku przez 14 pułk piechoty Ziemi Kujawskiej. Jednostka weszła w skład 44 Dywizji Piechoty (Rezerwowej) dowodzonej przez płk. Eugeniusza Żongołłowicza. Przez pewien okres część 144 pp rez. walczyła jako tzw. zgrupowanie ppłk. Dzióbka.

## Działania bojowe pułku
I batalion wraz z kompanią przeciwpancerną pułku wyruszyły (w dniu 2 września, w godzinach popołudniowych) transportem kolejowym do rejonu koncentracji. Już następnego dnia oddziały te wyładowały się w Sochaczewie, gdzie w godzinach popołudniowych zostały zbombardowane przez lotnictwo. W okolicach Sochaczewa nastąpiło zakwaterowanie żołnierzy, lecz przed północą nastąpił dalszy wymarsz w kierunku Łowicza. Trasa dalszego marszu prowadziła przez Domaniewice do lasów pomiędzy Głownem i Strykowem, które osiągnięto nocą 5 września. Tymczasem dowództwo i oddziały specjalne dotarły marszem pieszym z Kutna do Żychlina, stamtąd transportem kolejowym do Zgierza i ponownie marszem pieszym w rejon Lasów Łagiewnickich. Koncentracja 44 DP Rez. (która miała nastąpić w okolicach Lasów Łagiewnickich i miejscowości Lućmierz) nie doszła do skutku i oddziały otrzymały rozkaz marszu na Skierniewice. Podczas tego marszu dowództwo i oddziały specjalne 144 pp rez. złączyły się (w lasach pomiędzy Głownem i Strykowem) ze swoim I batalionem (miało to miejsce w dniu 6 września) i razem przemaszerowały do lasów w okolicach Żyrardowa, napotykając po drodze swój organiczny II batalion. Tutaj oddziały 144 pp rez. zatrzymały się na odpoczynek, oprócz I batalionu, który pomaszerował dalej w kierunku na Garwolin. Ostatecznie I batalion dotarł do Warszawy i walczył na Pradze. Części batalionu podczas przebijania się do Warszawy przeprawiły się barkami i łodziami przez Wisłę między Magnuszewem a Ryczywołem, a potem przyłączyły do 13 Dywizji Piechoty. Według przyjętej organizacji obrony stolicy, obowiązującej od dnia 21 września (czyli po przebiciu się do Warszawy resztek Armii „Poznań” i „Pomorze”), I batalion 144 pp rez. pod dowództwem mjr. Józefa Skwarnickiego stanowił odwód (drugi rzut obrony) pododcinka „Północnego”, wchodzącego w skład odcinka „Warszawa–Wschód” (Praga). W nocy z 23 na 24 września batalion ten odparł niemieckie natarcie na Stare Bródno. 
II batalion po załadowaniu we Włocławku (2 września) został transportem kolejowym przemieszczony do stacji Kutno–Azory, na której został zbombardowany. Następnie marszem pieszym ruszył z Kutna, przez Łowicz, w kierunku na Puszczę Kampinoską i Warszawę. W lasach pod Żyrardowem nastąpiło spotkanie z macierzystym pułkiem (w składzie: dowództwo, oddziały specjalne i I batalion) i zarządzono odpoczynek (I batalion pomaszerował dalej). Nocą, podczas przejścia przez Żyrardów, oddziały pułku zostały ostrzelane przez dywersantów. Po przejściu marszami nocnymi przez Puszczę Kampinoską, po przeprawie przez Wisłę (w rejonie Kazuń - Modlin) i po przejściu lasów Jabłonna – Legionowo, pułk dotarł w okolice Rembertowa. Tutaj do pododdziałów pułku dołączył III batalion 145 pp rez. dowodzony przez ppłk. Ludwika Smolarza. Całość ruszyła na Garwolin lecz została zawrócona i objęła obronę szosy Warszawa – Mińsk Mazowiecki. Pod naporem nieprzyjaciela II batalion wraz z resztą oddziałów wycofał się do Warszawy, którą osiągnął 15 września. W nocy z 18 na 19 września ppłk. Dzióbek wraz z dowództwem i oddziałami specjalnymi 144 pp rez. oraz II batalionem tegoż pułku zostali oddani do dyspozycji dowódcy odcinka„ Warszawa – Zachód” i przemaszerowali do Fortu Bema. Do tej pory byli oni w odwodzie dowódcy obrony Warszawy. II/144 pp rez. przejął obronę tego fortu od batalionu stołecznego mjr. Józefa Spychalskiego, działając w ramach pododcinka „Północ”. Fort Bema trzymany był przez batalion mjr. Wadasa do dnia zawieszenia broni, tj. do 27 września. Przy batalionie tym stało dyspozycyjne dowództwo 144 pp rez. wraz z dowódcą pułku (ppłk. Dzióbkiem). Duże straty poniosła kompania odwodowa tegoż batalionu, której żołnierze z poświęceniem gasili pożary powstałe od bomb zapalających i ognia artyleryjskiego.
III batalion ukończył mobilizację 2 września i przemaszerował na prawy brzeg Wisły, gdzie zajął (w pobliżu miejscowości Szpetal Górny) przygotowane już okopy i rowy strzeleckie. Wieczorem 4 września batalion powrócił do Włocławka, by następnego dnia rano rozpocząć załadunek na podstawione wagony. Około południa oddziały zostały zbombardowane przez niemieckie lotnictwo, nie ponosząc jednakże większych strat. Transportem kolejowym batalion dotarł tylko do nieodległych Czerniewic, skąd (wskutek uszkodzenia torów) odmaszerował przez Szczutkowo w kierunku na Kutno. 9 września batalion przybył do Żychlina i organizował obronę tego miasta od strony m. Piątek, wykonując rowy strzeleckie i przygotowując stanowiska dla broni maszynowej. Tego dnia wieczorem nastąpił jednakże odmarsz III batalionu na Sanniki. 11 września dowódca batalionu – kpt. Stefan Śliwa – otrzymał rozkaz wykonania, wraz z innymi oddziałami Armii „Pomorze”, natarcia na Sochaczew (batalion wszedł wówczas w skład Grupy płk. Świtalskiego działającej w ramach tejże Armii). Natarcie to, będące chrztem ogniowym dla większości żołnierzy batalionu, odniosło powodzenie. Sochaczew został zdobyty, III batalion 144 pp rez. wziął kilkudziesięciu jeńców i przystąpił do organizowania obrony osady Trojanów, leżącej nad lewym brzegiem Utraty. W dniu 13 września (po przejściu Bzury) batalion ruszył do natarcia, jednakże musiał się cofnąć na pozycje wyjściowe, ponosząc przy tym duże straty. Wykonane następnego dnia nad ranem natarcie również nie odniosło sukcesu, powiększyło straty batalionu i spowodowało jego rozproszenie. W tym też dniu (14 września) nowym dowódcą III batalionu został kpt. Aleksander Witkowski (dotychczas dowodzący częścią 3 batalionu strzelców). Przez noc i cały następny dzień trwało zbieranie się żołnierzy batalionu. 15 września wieczorem nastąpił odmarsz oddziału, który od tej pory odbywał się przy ciągłym bombardowaniu lotniczym i artyleryjskim. Nocą z 17 na 18 września nadszedł rozkaz do forsowania Bzury w rejonie Witkowic. Niektórym oddziałom udało się przedostać na drugi brzeg rzeki i dotrzeć do Warszawy. III batalion 144 pp rez. stanowił odwód dowódcy odcinka „Warszawa – Wschód”, według przyjętej organizacji obrony stolicy obowiązującej od dnia 21 września. Batalion ten nigdy nie dotarł do swej macierzystej 44 Dywizji Piechoty Rezerwowej.
Kompania zwiadowców 144 pp rez. pod dowództwem ppor. Stanisława Purra przebyła cały szlak razem z dowództwem i pododdziałami specjalnymi pułku. Od Kutna, przez Żychlin, Zgierz, Lasy Łagiewnickie, okolice Skierniewic i Żyrardowa, Rembertów – dotarła do Warszawy. W stolicy kompania uzupełniła stany i rozpoczęła służbę prowadząc rozpoznanie na korzyść dowódcy odcinka. 26 września rano, z rozkazu dowódcy pułku, przeszła na Szwedzkie Góry celem zamknięcia luki wytworzonej między III/26 pp a oddziałami 15 Dywizji Piechoty. Szwedzkich Gór kompania broniła do godziny 9-tej dnia następnego, a następnie (zagrożona oskrzydleniem) wycofała się na Fort Bema, gdzie zastało ją zawieszenie broni i kapitulacja.

## Zgrupowanie ppłk. Dzióbka
Po wyjściu z Rembertowa, w którym do 144 pp rez. (w składzie: dowództwo pułku, pododdziały specjalne, II batalion) dołączył III batalion 145 pp rez. (dowodzony przez ppłk. Ludwika Smolarza), oddział ten zaczęto nazywać „zgrupowaniem ppłk. Dzióbka”. Grupa ta, pod naporem nieprzyjaciela, wycofała się nocą z 14 na 15 września do Warszawy. Następnie oddziały te znalazły się na Pradze.
Żołnierzem 144 pp rez. był późniejszy cichociemny – ppor. Jan Serafin, były dowódca plutonu piechoty w 14 pp.

## Organizacja i obsada personalna pułku
- dowództwo
  - dowódca – ppłk piech. Władysław Dzióbek
  - I adiutant – kpt. Mieczysław Sylwester Bobrownicki-Libchen (do 18 IX)
  - II adiutant – ppor. rez. Tadeusz Higersberger
  - oficer informacyjny – por. Julian Kuczyński[19]
  - oficer łączności – por. rez. Jerzy Sztyller[19]
  - kwatermistrz – kpt. Józef Tenerowicz[19]
  - oficer płatnik – ppor. rez. Leon Piotrowski[20]
  - oficer żywnościowy – por. Motylewski[20]
  - dowódca kompanii zwiadu – ppor. Stanisław Janusz Purr[19]
  - dowódca plutonu konnego – ppor. rez. Popkowski (potem wachmistrz Ludwik Wichrowski)[20]
  - dowódca kompanii przeciwpancernej – por. Wiktor Mykiszko[20]
  - dowódca plutonu pionierów – por. rez. Orzyszkiewicz[20]
  - dowódca plutonu przeciwgazowego – ppor. Rudolf Józef König[20]
- I batalion[20] – mjr Józef Skwarnicki
  - adiutant – ppor. rez. Władysław Skrzypecki
  - dowódca 1 kompanii – kpt. Aleksander Warwas
  - dowódca I plutonu – ppor. rez. Józef Jabłoński
  - dowódca 2 kompanii – por. Zygmunt Bahr
  - dowódca 3 kompanii – por. rez. Jerzy Gajewski
  - dowódca I plutonu – ppor. rez. Czesław Bączkowski
  - dowódca 1 kompanii ckm - kpt. Edmund Hieronim Kupniewski
  - dowódca plutonu – ppor. rez. Marian Adamski
  - w batalionie był ponadto por. Firlik[e]
- II batalion – mjr Bronisław Wadas[19]
  - dowódca plutonu strzeleckiego – ppor. rez. Franciszek Struziński[21]
  - ppor. Józef Gumiński (zajmował nieustalone stanowisko w 2 kompanii ckm)
- III batalion – kpt. Stefan Śliwa, od 14.09. kpt. Aleksander Witkowski[f]
  - adiutant – ppor. rez. Zdzisław Kotowski[22]
  - oficer żywnościowy – ppor. rez. Władysław Sławomir Motyliński[22]
  - dowódca plutonu łączności – ppor. rez. Jerzy Dyjeciński[23]
  - dowódca 7 kompanii – por. Adam Wiśniewski[22]
  - dowódca I plutonu – por. rez. Józef Durys[22]
  - dowódca II plutonu – ppor. rez. Władysław Adam Spryszyński[22]
  - dowódca 8 kompanii – por. rez. inż. Józef Roliński[22]
  - dowódca 9 kompanii – por. rez. Kazimierz Lewandowski[22]
  - dowódca 3 kompanii ckm - por. Jan Przedlacki[24]
  - dowódca I plutonu – ppor. Edward Ulatowski[22]
  - dowódca plutonu taczanek – ppor. rez. Kazimierz Ryszard Drabczyński[22]
- przydział nieustalony
  - ppor. rez. Bronisław Zawidzki[25]
  - ppor. Jan Serafin